# Takács Éva (modell)
Takács Éva devizaellenőr, magyar modell, manöken. Az 1980-as években az S-Modell-nek a reklámarca volt.

## Élete
Érettségi után devizaellenőr volt, majd fotómodell. Első fotója az Ez a Divat magazinban jelent meg, és a Clara Szalon bemutatóján lépett fel először. 
Pataki Ági sokat segítette, szakmai tanácsokkal látta el, mint ahogy Módos Gábor fotóművész is, de szükségesnek látta, hogy elvégezze az Állami Artistaképző Intézetben a manökeniskolát. Fotómodell, manöken oklevelet szerzett. Az akkor divatos táncos bemutatókon is részt vett. 
Az 1980-as években a Skála-Coop 1980-ban alakult leányvállalatának, az S-Modell (divatmárka)nek a reklámarca volt.
Számos fotója jelent meg különböző újságokban, hetilapokban. Az Ez a Divatban szinte havonta jelentek meg a képei. Több címlapon is szerepelt fotója. Mégis a köztudatba csak az 1980-as évek végén került, amikor alakja a Szinyei Merse Pál festette Lilaruhás nő című festményre emlékeztető utcai plakáton is megjelent, mint az S-Modell reklámarca. A plakáton kívül kártyanaptárakon, reklámfilmekben is szerepelt – a híres Sas-reklámokban, amelyeknek Rusznák Iván volt a zeneszerzője.
Évekkel később Kővágó Krisztina váltotta őt az S-Modell háziasszonyaként.
Kolár Endre labdarúgó volt a férje.

## Fotósai voltak
Többek közt: Módos Gábor, Lengyel Miklós, Bacsó Béla, Fábry Péter István fotóművészek.

## Galéria
- Takács Éva
- Állami Artistaképző Intézet. Manökenjelöltek felvételi vizsgája, balról a második András Judit, jobbról a második Takács Éva
- Kristyán Judit, Bíró Ica és Takács Éva